# Попов, Димитр Илиев
Димитр Илиев Попов (болг. Димитър Илиев Попов; 26 июня 1927, Кула, Болгария — 5 декабря 2015, Болгария) — болгарский государственный и политический деятель, первый премьер-министр страны после ликвидации режима БКП.

## Биография
В 1950 году окончил юридический факультет Софийского университета в 1950 году.
В 1953—1955 годы работал шахтёром, а затем — юрисконсультом в Софии. С 1972 по 1990 был судьёй в Софийском городском суде.
Позже он работал в качестве юридического консультанта различных государственных организаций до 1972 года он был судьёй в Софийском городском суде. В 1988 году сделал объявление о своем намерении создать правовую федеральным коммунистическими властями, как конституционная вредна. В 1990 году он был назначен вице-президентом городского суда Софии.
В 1986 году приговорил к смерти 26-летнего Тодора Дечева, который был обвинён в осквернении надгробия Людмилы Живковой, дочери Тодора Живкова. Несмотря на то, что такой приговор являлся чрезмерным для подобного проступка, приговор был приведён в исполнение — Тодор Дечев был расстрелян. После прихода Попова к власти об этой истории написала журналистка Маргарита Михнева, которая пошла к Попову вместе с матерью покойного Дечева с целью заставить Попова признать свою ошибку, но безуспешно. Однако последний утверждал, что не знает такого человека и скрывался от его матери.
Его заявление в 1988 году о создании Союза юристов было оценено коммунистическими властями Народной Республики Болгарии как опасный прецедент. В 1990 году был назначен заместителем председателя Верховного суда НРБ. В 1990—1992 годах — председатель Верховного суда Болгарии.
Его политическая карьера началась в 1990 году с падением власти Болгарской коммунистической партии, став генеральным секретарем избирательной комиссии для проведения первых свободных выборов. В начале декабря 1990 года был избран на должность главы первого некоммунистического правительства Болгарии. Он был назначен на смену Андрею Луканову в декабре 1990 года на фоне массовых демонстраций и забастовок.
В качестве главы правительства руководил разработкой новой конституции, а также работал над организацией первых свободных выборов. Также была проведена либерализация цен и введен запрет на государственное регулирование валютных курсов.
В 1992 году неудачно баллотировался на пост президента от болгарской Национально-демократической партии.
После этого ушел из политической жизни, занимая несколько почетных должностей. Как юрист был одним из основателей Болгарского союза автомобилистов. Он был также членом Наблюдательных совета Национального академического фонда и Общества царя Бориса. В мае 2001 года он был избран председателем Арбитражной комиссии федерации бокса. В том же году он был также советником Министерства юстиции по пересмотру правовой системы.
Умер 5 декабря 2015 года возрасте 88 лет.